# In allen meinen Taten, BWV 97

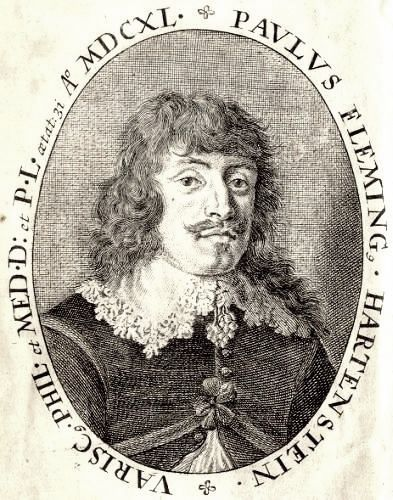
Retrat de Paul Flemming, autor de la lletra.

In allen meinen Taten, BWV 97 (En totes les meves accions), és una cantata religiosa de Johann Sebastian Bach per a una ocasió indeterminada, estrenada a Leipzig l'any 1734.

## Origen i context
És una obra de l'època de plenitud de Bach, amb una estructura que trenca l'organització habitual; el text és l'himne complet, amb les nou estrofes, de Paul Flemming (1642), que es cantava amb la ben coneguda melodia de O Welt, ish muss dich lassen, però que només és present en els números extrems, el cor inicial i el coral final; en destaca, també, que tingui dos recitatius i, en canvi, quatre àries i un duo. Es conserven altres cinc cantates sense tenir una data de celebració concreta, ja sigui perquè Bach les compongué per aprofitar-les en qualsevol ocasió o, simplement, perquè se n'ha perdut la informació; són les BWV 100, BWV 117, BWV 131,  BWV 150 i BWV 192.

## Anàlisi
Obra escrita per a soprano, contralt, tenor, baix i cor; dos oboès, corda i baix continu amb fagot. Consta de nou números.
1. Cor: In allen meinen Taten (En totes les meves accions)
2. Ària (baix): Nichts ist es spät und frühe (Mai no és massa d'hora o tard)
3. Recitatiu (tenor): Mai no és massa d'hora o tard (No res ja no em pot passar)
4. Ària (tenor): No res ja no em pot passar (Confio amb la seva Gràcia)
5. Recitatiu (contralt): Er wolle meiner Sünden  (Vulgui Ell, amb la seva Gràcia)
6. Ària (contralt): Leg ich mich späte nieder (Mal me'n vagi tard al llit)
7. Ària (duet de soprano i baix): Hat er es denn beschlossen (Si Ell així ho ha decidit)
8. Ària (soprano): Ich hab mich ihm ergeben (A Ell del tot em consagro)
9. Coral: So sein nun, Seele, deine (Sigues seva, ànima meva)

El primer número, una fantasia vocal-instrumental sobre la melodia del coral, és una mescla de motet i d'obertura francesa. Cadascun dels solistes tenen una ària que interpreten en ordre ascendent no només de tessitura, del baix al soprano, sinó també des del punt de vista temàtic, de les preocupacions del baix, es passa a l'estat de gràcia del tenor, als somnis del contralt i, finalment, a l'amor a Déu del soprano.
A l'ària del número 2 del baix, acompanyat del continu, segueix un recitatiu senzill del tenor i l'ària, també de tenor, amb un solo de violí de gran virtuosisme. A continuació el contralt s'encarrega del recitatiu i ària següents, acompanyats per tota la corda. El número setè, un duet de soprano i baix, és un cànon amb un primer tema plantejat pel soprano recollit i imitat pel baix, i en la secció següent és el soprano qui recull i imita el tema introduït pel baix. A l'última ària, el protagonista és el soprano amb els dos oboès i el continu. En el coral final amb la melodia indicada, té una estructura a set veus, ja que els dos violins i la viola desenvolupen tres veus independents. Té una durada aproximada de mitja hora.

## Discografia seleccionada
- J.S. Bach: Das Kantatenwerk. Sacred Cantatas Vol. 5. Nikolaus Harnoncourt, Tölzer Knabenchor (Gerard Schmidt-Galen, director), Concentus Musicus Wien, Wilhelm Wiedl (solista del cor), Paul Esswood, Kurt Equiluz, Ruud van der Meer and Philippe Huttenlocher. (Teldec), 1994.
- J.S. Bach: The complete live recordings from the Bach Cantata Pilgrimage. CD 19: Annenkirche, Dresden; 27 i 28 de maig de 2000. John Eliot Gardiner, Monteverdi Choir, English Baroque Soloists, Katharine Fuge, Robin Tyson, Steve Davislim, Stephan Loges. (Soli Deo Gloria), 2013.
- J.S. Bach: Complete Cantatas Vol. 21. Ton Koopman, Amsterdam Baroque Orchestra & Choir. (Challenge Classics), 2006.
- J.S. Bach: Cantatas Vol. 53. Masaaki Suzuki, Bach Collegium Japan, Hana Blazikova, Robin Blaze, Gerd Turk, Peter Kooij. (BIS), 2013.
- J.S. Bach: Church Cantatas Vol. 31. Helmuth Rilling, Gächinger Kantorei, Bach-Collegium Stuttgart. (Hänssler), 1999.